# Битка код Типермуира (1644)
Битка код Типермуира (1644) била је део устанка ројалиста у Шкотској током енглеског грађанског рата. Упркос недостатку коњице и артиљерије, ројалистичке снаге, претежно састављене од ирских и Брђанских војника, оствариле су одлучујућу победу над већом, али мање искусном војском Парламентараца којим је командовао лорд Елхо. Парламентарци су покушали да нападну, али су брзо разбијени, пошто су ројалисти искористили неред у редовима нападача. Ројалисти су ушли у Перт и остали тамо неколико дана док нису кренули северно на Абердин.

## Увод
Влада Шкотске склопила је савез са енглеским Парламентом и ушла у грађански рат у Енглеској почетком 1644, а шкотска војска имала је драматичан утицај на борбе за север Енглеске. Као одговор, након тешког пораза ројалиста код Марстона Мура (Јоркшир, јул 1644), краљ је именовао маркиза Монтроза својим војним командантом у Шкотској. 28. августа 1644. Монтроз је подигао краљевски стег и са нешто више од 2.000 војника борио се у кампањи у којој је успео да оствари низ драматичних успеха у планинским областима северног Побрђа (енгл. Highlands) против снага шкотског Парламента.
Монтроз је започео кампању са циљем да заплаши шкотски Парламент толико, да мора да повуче Леслијеву шкотску војску из Енглеске и на тај начин преокрене однос снага у Енглеској у краљевску корист. У Шкотској би он, чак, временом могао да сруши владу и постави режим погодан краљу. Монтрозов први циљ био је успостављање сигурне територијалне базе на којој би могао одржати дугу кампању.

## Супротстављене снаге

### Војска
Ројалистичка војска састојала се од 1.600 Ираца (под командом Алистера Мек Коле) и 800 горштака из кланова Стјуарт, Робертсон и Грахам, који су се били окупили да се одупру нападу Ираца, али су прешли на Монтрозову страну.
Перт је бранила на брзину скупљена војска Парламентараца и локалних регрута под командом лорда Елха и Џемса Мареја, грофа Тулибардина. Иако су ројалисти накнадно тврдили да су потукли 6.000 људи, вероватно је било свега 2.000 пешака и 400 коњаника, већином тек мобилисаних и необучених. Тулибардин је командовао пешадијом у центру, лорд Елхо коњицом на десном крилу, а сер Џејмс Скот од Росија коњицом на левом крилу. Парламентарци су имали и два мања пољска топа.
Пешадија Парламентараца била је наоружана копљима и пушкама, уобичајено за оно време, а коњица мачевима и пиштољима. Од ројалиста, Ирци су били наоружани конвенционално, копљем и пушком, док су горштаци били наоружани мачевима, округлим штитовима и хелебардама, са врло мало пиштоља и пушака. Део горштака из клана Макдоналд био је наоружан луком и стрелом.

### Заповедници
Давид Вемис, Лорд Елхо био је неискусан командант, који се није могао мерити са Монтрозом и Макдоналдом. Препустио је већину одлука лорду Џејмсу Мареју, грофу Тулибардина и сер Џејмсу
Скоту од Росија. Тулибардин је био пуковник Пертширске пешадије и борио се у опсади Њукасла током Бискупских ратова, док је Роси био професионални војник и у младости се борио за Млетачку републику.

## Битка
Дана 1. септембра 1644. године, ројалистичка и ковенантерска војска распоређене су на пространство релативно равног тла између Перта и села Типермуир
(сада Тибермор). Маркиз од Монтроза и Алистер Мек Кола из Клана
Доналд су командовали краљевском војском, док је Лорд Елхо предводио Парламентарце.
Мек Кола и његових 2.000 Ираца распоређени су у краљевски центар окренут према грофу Џемсу Мареју у центру војске Парламента.
Кад су ројалисти ушли у домет топова, гроф Џемс је послао напред пешадију и коњицу под лордом Драмондом да нападну Ирце, покушавајући да искористе недостатак праха и олова код ројалиста. Ирска претходница потисла је Парламентарце у њихове редове,
изазивајући велику збрку и пометњу. Монтроз је тада наредио јуриш, а Мек Кола је напао са својим Ирцима. Ројалисти су пробили центар Парламентараца пошто су први и други ред бранилаца изгубили поредак, вероватно због недостатка обуке у плотунској паљби: недисциплиновани војници који су се покушавали повући у позадину брзо су могли проузроковати конфузију у задњим редовима, који су тај поремећај протумачили као повлачење. На десном крилу, Монтроз је напао и заузео више тло. Док је већина Парламентараца бежала са бојишта, коњаници и део пешадије покушавали су да се прегрупшу и врате се у акцију; међутим, опет су одбијени па су побегли у правцу Перта. Знатан број Парламентараца је убијен у потери.

## Последице
Битка код Типермуира је значајна као прва победа Монтрозове кампање у Шкотској у име Чарлса I. Победа над много већом и боље опремљеном војском Парламентараца била је главни подстицај за
Монтрозову војску, а плен од поражене војске и од града Перта је решио Монтрозове тренутне проблеме са снабдевањем (без којих Монтроз тешко да би могао да настави своје напоре). Победа је снабдела Монтрозову војску муницијом и топовима.
Њихов пораз такође је показао заповедницима Парламентараца да су Монтрозови напори били озбиљна претња, и да одсуство главнине шкотске војске, која се борила против ројалиста у Енглеској,
чини Парламентарце изненађујуће рањивим код куће, у Шкотској.
Победа ројалиста је присилила шкотску владу да опозове део, али не и већину војске из Енглеске, и друге трупе из Ирске. Из Тибермора су ројалисти кренули на исток према Дандију, али су одбијени па су наставили према граду Абердин где се почетком септембра окупила велика војска како би се супротставила претњи од Монтроза. Међутим, они су били неискусни и слабо вођени, пружајући Монтрозу прилику за још једну победу.